# Acentrophryne
Acentrophryne is een geslacht van straalvinnige vissen uit de familie van linophryden (Linophrynidae).

## Soorten
- Acentrophryne dolichonema Pietsch & Shimazaki, 2005
- Acentrophryne longidens Regan, 1926